# بينكراج (أنغلزي)
بينكراج (بالإنجليزية: Pencraig, Llangefni)‏ هي منطقة سكنية تقع في ويلز في أنغلزي. وتبعد 211 كم عن كارديف و343 كم عن لندن.